# Hanns Martin Schleyer
Hanns Martin Schleyer (ur. 1 maja 1915 w Offenburgu, zm. 19 października 1977 koło Miluzy, Francja) – niemiecki menedżer i przemysłowiec, członek partii CDU i prezydent Niemieckiego Związku Pracodawców. Był dalekim kuzynem Johanna Martina Schleyera.

## Życiorys
Urodził się jako jedyny syn prawnika Ernsta Schleyera i jego żony Helene Reithinger. Studiował prawo na Uniwersytecie w Heidelbergu, gdzie działał w towarzystwie studenckim Corps Suevia. W 1937 roku wstąpił do NSDAP. 
W 1939 roku na Uniwersytecie w Innsbrucku uzyskał tytuł doktora nauk prawnych.
W maju 1940 Schleyer został wcielony do jednostki piechoty górskiej Wehrmachtu i brał udział w walkach na froncie zachodnim.  Podczas ćwiczeń wspinaczkowych jesienią 1940 roku, doznał wypadku, wskutek czego w 1941 został zwolniony jako niezdolny do służby. W 1941 roku Schleyer przeniósł się do Pragi, gdzie przejął kierownictwo związku studentów na Uniwersytecie Karola. Od 1943 roku był urzędnikiem w administracji Protektoratu Czech i Moraw.
W 1945 roku wyjechał z Pragi do Konstancji, gdzie do 1948 był internowany we francuskiej stefie okupacyjnej. Przez francuską komisję denazyfikacyjną został zakwalifikowany jako Mitläufer (bierny uczestnik).
Od 1949 pracował jako konsultant ds. handlu zagranicznego w Izbie Przemysłowo-Handlowej Baden-Baden. W 1951 roku rozpoczął pracę w Daimler-Benz AG w Stuttgarcie. Od 1962 do 1968 pełnił funkcję przewodniczącego stowarzyszenia przemysłu metalowego w Badenii-Wirtembergii. Od 1971 roku przewodniczył  Niemieckiemu Związkowi Pracodawców, a w styczniu 1977 roku został dodatkowo szefem Federalnego Stowarzyszenia Niemieckiego Przemysłu (niem. Bundesverband der Deutschen Industrie). 

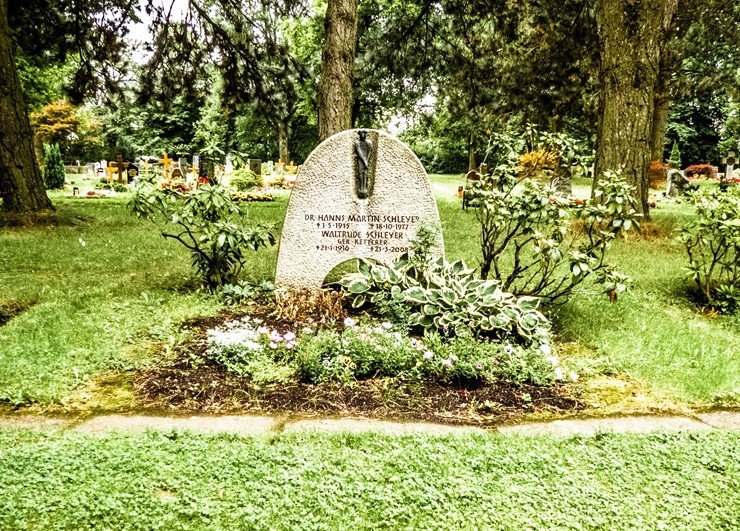
Grób rodzinny Hannsa Marina Schleyera.

5 września 1977 został porwany przez terrorystyczną Frakcję Czerwonej Armii, która żądała uwolnienia z więzienia członków swej organizacji w zamian za uwolnienie Schleyera. Tymczasem w nocy z 17 na 18 października Andreas Baader, Jan-Carl Raspe i Gudrun Ensslin, którzy mieli być wymienieni na Schleyera, popełnili w więzieniu Stammheim w Stuttgarcie samobójstwa (tzw. Todesnacht von Stammheim), w związku z czym plany porywaczy legły w gruzach i 19 października zdecydowali się na zabicie Schleyera, poddawszy go uprzednio torturom. Jego ciało zostało odnalezione w bagażniku porzuconego samochodu przy Rue Charles Peguy we francuskiej Miluzie. 
Nabożeństwo żałobne odbyło się 25 października 1977 roku w Konkatedrze św. Eberharda w Stuttgarcie, a następnie Schleyer został pochowany na tamtejszym cmentarzu.
Schleyer był żonaty z Waltrude Ketterer (1916–2008). Miał czterech synów.